# Paralomis bouvieri
Paralomis bouvieri är en kräftdjursart som beskrevs av Hansen 1908. Paralomis bouvieri ingår i släktet Paralomis och familjen trollkrabbor. Inga underarter finns listade i Catalogue of Life.